# Ministère de l'Énergie et des Mines (Algérie)
Pour les articles homonymes, voir Ministère de l'Énergie.
Le ministère de l'Énergie et des Mines (arabe : وزارة الطاقة و المناجم) est un ministère du gouvernement algérien qui est chargé de superviser le secteur énergétique et minier du pays.

## Liste des ministres
| Identité                               | Période          | Période          | Durée                      |
| Identité                               | Début            | Fin              | Durée                      |
| -------------------------------------- | ---------------- | ---------------- | -------------------------- |
| Sid Ahmed Ghozali (1937 - 2025)        | 23 avril 1977    | 8 mars 1979      | 1 an, 10 mois et 13 jours  |
| Belkacem Nabi (1929 - 2014)            | 8 mars 1979      | 1988             | 9 ans                      |
| Sadek Boussena (d) (né en 1948)        | 1988             | 1989             | 1 an                       |
| Nordine Aït Laoussine (d) (né en 1936) | 1991             | 1992             | 1 an                       |
| Hacène Mefti (d)                       | 1992             | 21 août 1993     | 1 an                       |
| Ahmed Benbitour (né en 1946)           | 21 août 1993     | 11 avril 1994    | 7 mois et 21 jours         |
| Amar Makhloufi (d) (né au XXe siècle)  | 11 avril 1994    | 24 juin 1997     | 3 ans, 2 mois et 13 jours  |
| Youcef Yousfi (né en 1941)             | 24 juin 1997     | 23 décembre 1999 | 2 ans, 5 mois et 29 jours  |
| Chakib Khelil (né en 1939)             | 23 décembre 1999 | 28 mai 2010      | 10 ans, 5 mois et 5 jours  |
| Youcef Yousfi (né en 1941)             | 28 mai 2010      | 14 mai 2015      | 4 ans, 11 mois et 16 jours |
| Salah Khebri (né en 1954)              | 14 mai 2015      | 11 juin 2016     | 1 an et 28 jours           |
| Noureddine Boutarfa (né en 1948)       | 11 juin 2016     | 25 mai 2017      | 11 mois et 14 jours        |
| Mustapha Guitouni (né en 1949)         | 25 mai 2017      | 1er avril 2019   | 1 an, 10 mois et 7 jours   |
| Mohamed Arkab (né en 1966)             | 1er avril 2019   | 24 juin 2020     | 1 an, 2 mois et 23 jours   |
| Abdelmadjid Attar (d) (né en 1946)     | 24 juin 2020     | 22 février 2021  | 7 mois et 29 jours         |
| Mohamed Arkab (né en 1966)             | 22 février 2021  | En cours         | 4 ans et 20 jours          |